# Diaporthe insularis
Diaporthe insularis är en svampart som beskrevs av Nitschke 1870. Diaporthe insularis ingår i släktet Diaporthe och familjen Diaporthaceae.   Inga underarter finns listade i Catalogue of Life.